# Vasconcellea pubescens
Vasconcellea pubescens, llamada popularmente papaya (Chile), papaya arequipeña (sur de Perú), toronche (Ecuador y norte de Perú), papayuela o chilacuán (sur de Colombia), es una especie de planta con flor de la familia de las Caricaceae.
Es nativa del norte y centro de Sudamérica, siendo muy común en Colombia y Perú, con zonas de cultivos comerciales desde Panamá hasta Argentina, Chile y Perú; su piso térmico está en elevaciones entre los 1000 y los 3300 m s. n. m.. Es un fruto que, por exportación, es más consumido en el suroeste asiático, siendo el ingrediente principal de platos fuertes, postres y bebidas.

## Descripción

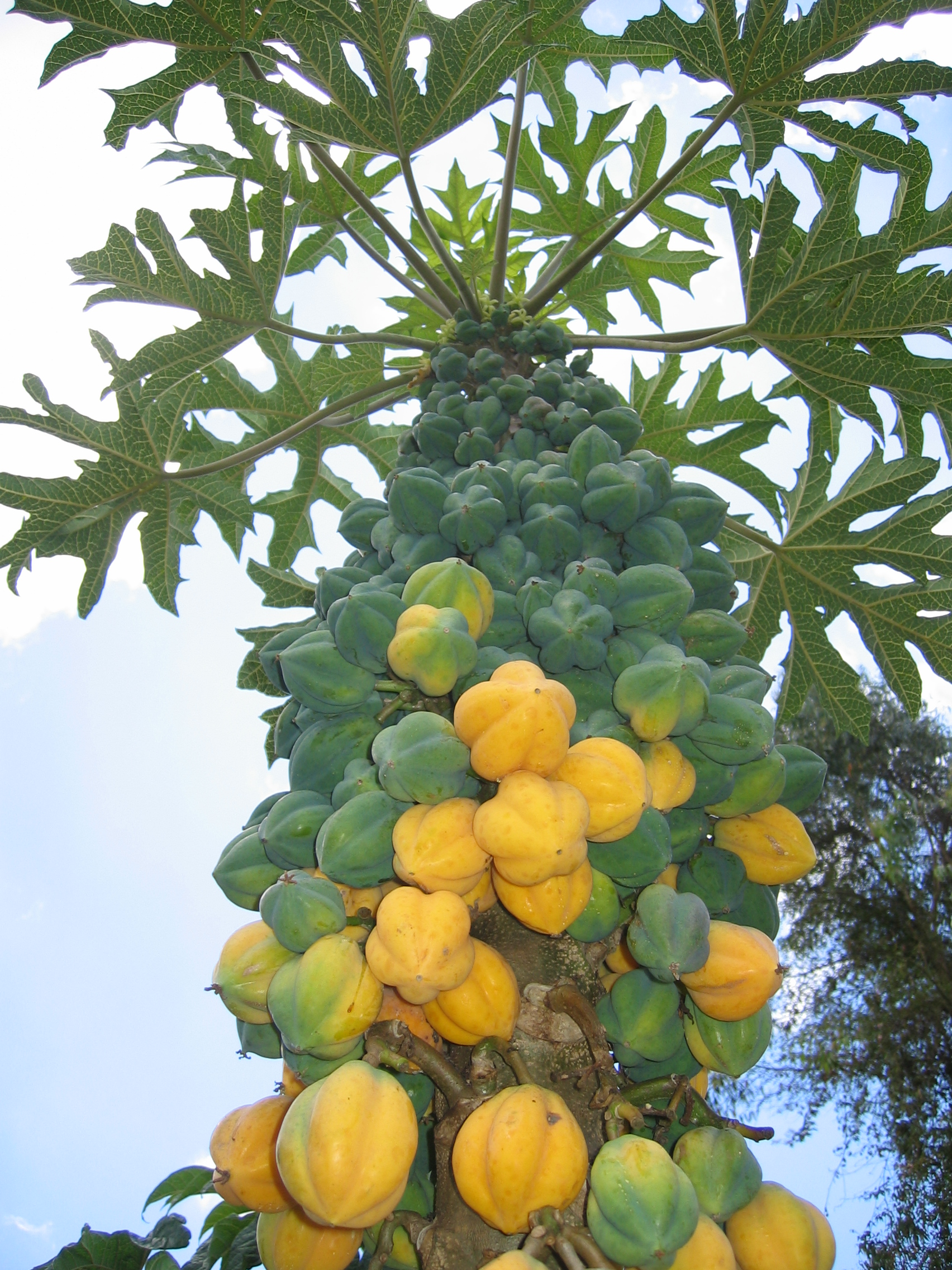
Detalle del fruto.

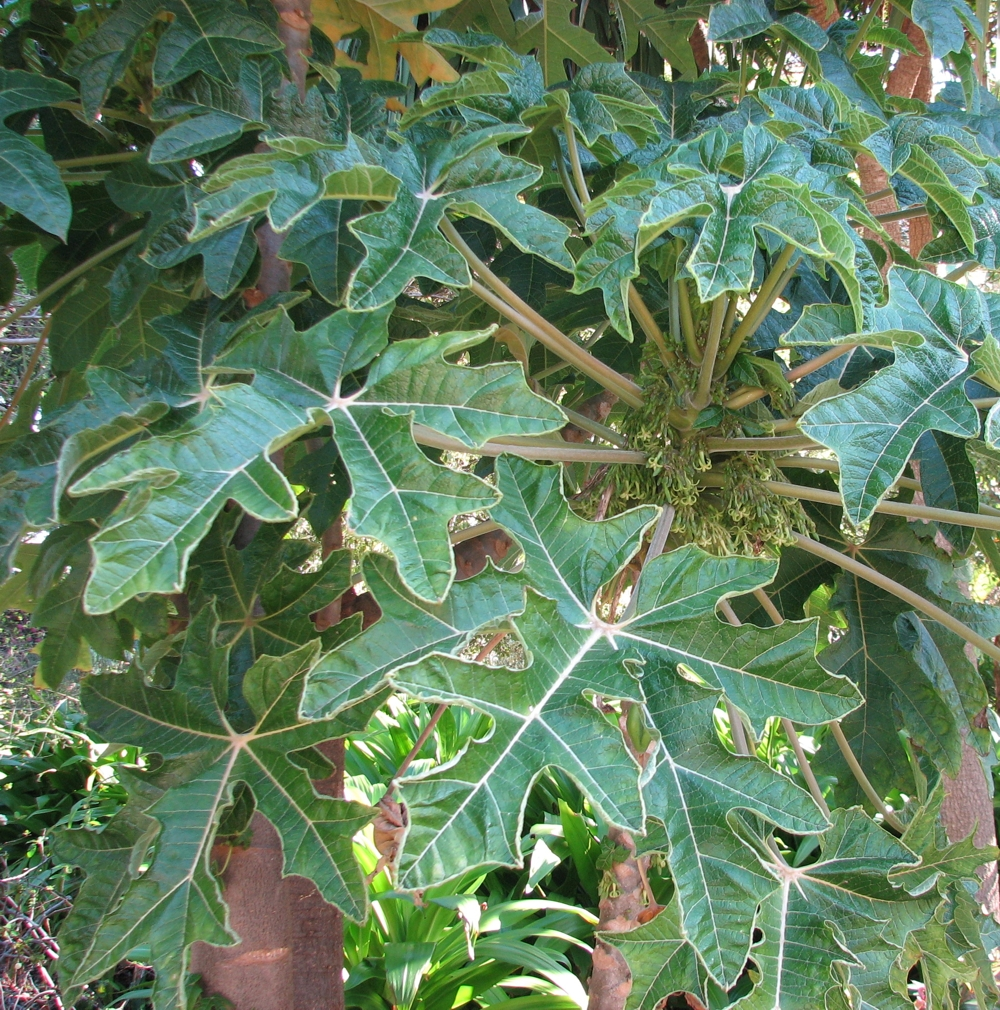
Detalle de las hojas.

Es un arbusto o árbol pequeño perenne, alcanza los 10 m de altura, con hojas estrelladas y tallo grueso y rugoso. El fruto pueden oscilar en su tamaño de 6 a 15 cm y 3 a 8 cm, con cinco señales longitudinales desde la base al ápice. Las plantas a menudo alcanzan alturas de 10 m y tienen una apariencia similar a la papaya.
Es un fruto comestible similar a la papaya y es rico en enzimas digestivas como la papaína. El fruto se consume cocido debido a la enzima.

## Taxonomía
Vasconcellea pubescens fue descrita por Alphonse Pyrame de Candolle y publicado en Prodromus Systematis Naturalis Regni Vegetabilis 15(1): 419. 1864.
Sinonimia
- Carica candamarcensis Hook.f.
- Carica cestriflora Solms
- Carica chiriquensis Woodson
- Carica cundinamarcensis Linden
- Carica pubescens Lenné & K.Koch
- Carica pubescens Solms
- Papaya cundinamarcencis Kuntze
- Papaya pubescens (A. DC.) Kuntze
- Vasconcellea cestriflora A. DC.
- Vasconcellea cundinamarcensis V.M. Badillo[4]

## Usos
Se suele brindar como comida a los animales de cebo, es decir, al ganado vacuno, además que su planta es usada como fuente de leña, si no hubiere a lugar más para cocinar, pero eso solo sucede en el caso de poblados donde no abunden árboles maderables, ya que, por su alto nivel de agua, no arde apropiadamente.[cita requerida]
Con el fruto se hacen diferentes clase de preparaciones, y al asemejarse a la papaya, ha visto incrementar su uso como base para platos fuertes en el sureste de Asia, a donde ha sido exportado y/o plantado, con bastante éxito.[cita requerida]

### Preparaciones

#### Bebidas e infusiones
Se suele preparar, con el añadido de toronjil, yerbabuena o limonaria entre otras; una infusión, en la que se añaden además maracuyá, manzana, y otros frutos, para combatir el frío y las enfermedades gripales, propias del altiplano central de Colombia. Se usa como base y endulzante la preparación de aguapanela, lo que realza su sabor.
Es largamente usada dicha bebida como parte de los negocios de venta ambulante de bebidas calientes.[cita requerida]
La medicina tradicional usa  decocciones de esta fruta para tratar la tos y la gripe. Se está explorando el potencial de la especie contra heridas y úlceras, por ejemplo en el tratamiento del pie diabético.

#### Postres
En la región de Arequipa, se prepara mermelada o jalea de este fruto.
Este es uno de los postres tradicionales de Colombia más específicamente del centro del país como las regiones de Boyacá, Cundinamarca, Santander y en el sur en el departamento de Nariño. Su preparación es muy sencilla: Se pelan las papayuelas, se cortan en gajos o trozos, siguiendo la fibra. Se reservan en 4 tazas de agua durante 30 minutos o hasta que queden blandas, se le agregan las dos tazas de agua restantes y el azúcar. Se dejan caramelizar a fuego lento por 30 minutos, sin revolver, quitando la espuma que se puede formar. Se añaden unas gotas de limón. Si se lo desea, se puede preservar como conserva, o almacenar en dulcera.

## Nombres comunes
- Chamburo, chamburú, chigualcán, chilacuán, chiluacán, papayuelo, toronche (todos los antes citados son términos propios del Ecuador), papaya (Chile), papaya andina, papaya arequipeña, papaya de tierra fría, papayita, papayuela, sápira o siglalón.